# Jose Joaquin Perez
José Joaquín Pérez Mascayano (ur. 6 maja 1801 w Santiago, zm. 1 czerwca 1889 tamże) – chilijski prawnik, polityk, prezydent Chile w latach 1861-1871. 

## Życiorys

### Wykształcenie, wczesna kariera polityczna
Urodził się jako syn Santiago Antonio Pérez Salas i Maríi de la Luz Mascayano Larraín. Rozpoczął studia humanistyczne na Real Colegio Carolino, zaś ukończył prawo na Real Universidad de San Felipe uzyskując tytuł prawnika. 
Swoją karierę polityczną rozpoczął w 1829 roku, gdy został mianowany chargé d'affaires we Francji, a w 1830 został ambasadorem Chile w Argentynie. Od 1834 do 1852 roku sześciokrotnie obejmował mandat poselski. W 1844 roku został mianowany wiceministrem finansów, stanowisko to piastował od 12 września 1844 do 17 kwietnia 1845 roku, zostając ministrem do 22 września 1846 roku. Następnie ogłoszony został ministrem spraw wewnętrznych i stosunków zagranicznych, pełniąc tę funkcję od 12 czerwca 1849 do 19 kwietnia 1850. Wszystkie te stanowiska objął za rządów Manuela Bulnesa. W latach 1852–1861 był senatorem z ramienia Partii Narodowej.

### Prezydentura
18 września 1861 roku został wybrany na prezydenta republiki Chile. Za jego rządów dokonano reinterpretacji artykułu konstytucji odnoszącego się do ustawy o wolności wyznania religijnego w Chile.

#### Wojna z Hiszpanią

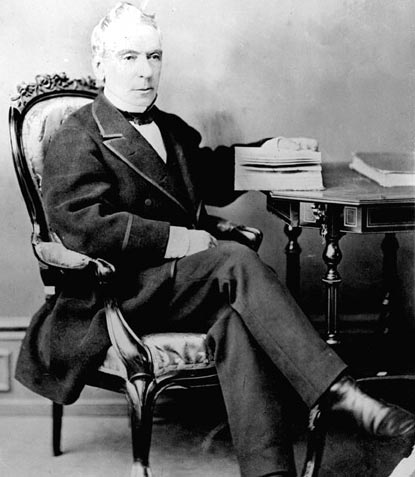
Fotografia Jose Pereza

Po incydencie blokadzie portów Peru, w geście solidarności z sąsiadującym krajem wypowiedział wojnę Hiszpanii. Rząd Pereza ogłosił embargo na sprzedaż węgla hiszpańskim pośrednikom. W odpowiedzi, w dniu niepodległości Chile, 17 września 1865  roku w porcie w Valparaiso wpłynął statek z hiszpańskim wiceadmirałem José Manuel Pareją, który zażądał od rządu Chile m.in. salutu przed flagą Hiszpanii, rekompensaty za zniewagi hiszpańskich posłów czy przeprosin za embargo. 22 września wystosowali wobec Chile ultimatum, które zostało odrzucone przez Pereza, w konsekwencji której Hiszpanie rozpoczęli blokadę morską Chile, zaś Perez 25 września 1865 wypowiedział wojnę Hiszpanii. Do Peru oraz Chile przyłączyły się również Boliwia i Ekwador. Ważną postacią konfliktu był polski inżynier Ernest Malinowski, który zaplanował rozmieszczenie części armat na ruchomych platformach, co poskutkowało zwiększeniem celności i mobilności ostrzału. Konflikt zakończył się po podpisaniu traktatu w 1866 roku, choć konflikt realnie trwał nawet do 1869, kiedy to walczące państwa zawarły za pośrednictwem USA konwencję o zakończeniu wojny, w której Hiszpania uznała niepodległość Chile. 

### Późniejsze życie
Po zakończeniu drugiej kadencji, w 1872 roku przeszedł na polityczną emeryturę. Zmarł 1 czerwca 1889 roku w Santiago. 